# Roter Bach (Elde, Slate)
Der Rote Bach ist ein acht Kilometer langer Fluss in Mecklenburg-Vorpommern südlich von Parchim. Er entspringt nordöstlich von  Stolpe in einem Waldgebiet, fließt in nordöstliche Richtung und mündet bei Slate in die Elde. Eine Straße in Slate trägt den Namen Zum Roten Bach.